# Katarine Zaljan-Manukjan
Katarine Zaljan-Manukjan, död 1965, var en armenisk politiker.   Hon blev 1919 en av de första tre kvinnorna att väljas in i parlamentet. 